# اتحاد الإصلاح الوطني
تأسس اتحاد الإصلاح الوطني أو (NRU) في عام 1864 وكان يتألف بشكل رئيسي من أعضاء الحزب الليبرالي. في بداية عام 1867 كان لدى اتحاد الإصلاح 150 فرعًا مقارنة بعدد 400 فرع الخاصة برابطة الإصلاح.
كان اتحاد الإصلاح أكثر فكرًا من رابطة الإصلاح ذات الدوافع المشابهة ولكنه كان أقل تأثيرًا. وكان يحظى بتأييد الطبقة المتوسطة الموسرة في حين حظيت رابطة الإصلاح بتأييد اتحادات نقابات العمال والتابعين للحركة الوثيقية السابقين والطبقة العاملة وكان ينظر إليه بوصفه تهديدًا من قبل المؤسسة نظرًا للقلاقل التي يمكن أن يسببها.